# 중화인민공화국의 고속철도

중화인민공화국의 고속철도 노선

중화인민공화국의 고속철도(중국어: 中华人民共和国高速铁路)는 2007년부터 개통된 중화인민공화국의 고속철도로 세계 최대 규모이다. 1999년 8월 16일에 친천(진침)선(중국어: 秦沈客运专线)이 처음 착공되었다. 

## 같이 보기
- 중국철로고속
- 중화인민공화국의 철도